# パーフェクト・リポート
『パーフェクト・リポート』（PERFECT REPORT）は、2010年10月17日から12月19日までフジテレビ系列にて、毎週日曜日の21:00 - 21:54（JST）に放送されたテレビドラマ。主演は松雪泰子。
2010年10月から日曜9時に新設された花王単独協賛の連続ドラマ枠『ドラマチック・サンデー』の第1作目。キャッチコピーは「不完全でも、チームなら武器になる。」。

## ストーリー
CTN（キャピタルテレビジョンネットワーク）報道局のひとつの部署「遊軍取材班」。そこには、落ちこぼれのレッテルを貼られてしまった記者たちが集まる。それぞれが様々な思いを抱きながら、報じられたニュースの真実を追求し、今起こっている社会問題と向き合い、再起に向けて奮闘する。

## キャスト
太字の役名には色の名称が入っている。

### CTN報道局・遊軍取材班
体の良い雑用係で問題児の掃きだめ。出世コースからは完全に外れており、ここに送られることは事実上の左遷。蒼山の着任によりまったく別の組織に生まれ変わる。
蒼山 叶（あおやま かなえ）〔38歳〕
演 - 松雪泰子
遊軍取材班の新任デスク。一見美人で仕事の出来るキャリアウーマンだが、その中身はひとつのネタを追い始めると他のことを考えられなくなってしまう性格で、新人の時に取材した未解決事件だけを15年間、他の部署に異動しても追い続けているため、局内ではお荷物的な存在になっている。また、一度気になった事件のことになると自分が満足するまで取材を徹底的に行う。口癖は「虱潰しに」で、部下である遊軍メンバーを好きなように振り回す。そのため、振り回される側はたまったものでなく、デスクワークを苦手として放り出したり、他部署からのヘルプ要請をメンバーの誰かに丸投げするなど、上司としてはかなり問題がある。
取材に対する思い入れは誰よりも強く「真実を明らかにすることを大切」だと考えており、その熱意はニュースの背後に隠れた真実を掘り起こすことに繋がっている。組織に染まらず、誰に対しても媚を売らず、言いたいことをハッキリ言う。人の名前を覚えようとせず、部下達にそれぞれアダ名をつけて呼び、自らは「スルメ女」、「仕事虫」などと呼ばれている。整理整頓が苦手で机の上は常に乱雑。パソコンの扱いは不慣れ。大好物はスルメで、部下たちへの差し入れやご褒美にも使う。また、趣味はボウリング。風呂にもロクに入らず、泊まり込みも多く、服装も無頓着。結婚願望はそれなりに持っている模様。母は他界しており、父とは留守番電話でのやりとりを続けている。
元社会部記者。11年前に妻・成美を殺害された澤村武に独占インタビューを行うも、保身のために言い訳をしているよう意図的な編集が行われたことで裏切られたと思われた果てに自殺されてしまった。更には残された武の息子・光輝のことがトラウマになっており、一時期はPTSDに陥っていたという。このことが原因で組織を信じず、「報道は人を容易に貶め、傷つけるものだ」という認識を強くして、取材に対して偏った考え方を持つようになった。また、取材の行動力の原動力は、澤村武が亡くなった罪悪感からではなく恐怖からだと明かした。
同様の問題児である白石に対してはある種の共感を覚えており、後輩の赤坂に対してはかつて自分の味わった苦しみを踏まえて不器用ながらも導こうとする姿勢を見せる。他のメンバーに対しては抱える事情や個性を尊重して長所を伸ばし才能を開花させようとしている。
赤坂 衆（あかさか しゅう）〔28歳〕
演 - 小出恵介
元政治部記者で総理番。クールでスマートなエリート記者。「オンエアには乗らないネタは取材する意味がない」と割り切り、無駄なことは一切やらない主義を持つ。考え方が対照的な蒼山と衝突することもしばしば。常に冷静な上に上司からの受けも良く、官公庁に顔が利き、取材力も申し分なく、貪欲なまでの野心を持つことから蒼山に「出世虫」と呼ばれる。他人や事件の真実に対して無関心で、「真実よりも最新のニュースを報道することが大事」だと考えているが、小さなニュースや疑問を徹底的に追求することで、結果として大きな問題提起を行っていくという蒼山の手法と思想に触れ、反発しながらも徐々に感化されていく。
編集部デスクの黒井から蒼山のお目付け役を命じられ、遊軍取材班に異動してきたことになっているが、実際には政治部に必要とされなくなったために異動させられた模様。ロサンゼルス支局に転勤することを条件に遊軍に異動したが、黒井は最初から転勤させる気はなく、空きがないという理由で転勤を延期させられた。赤坂は次第に遊軍に飛ばされた本当の理由に気づいていく。蒼山と対立しながらも見事なまでにサポートしていることから仲間たちの強い信頼を得る。蒼山の過去を知ったことで次第に惹かれるものを感じつつも、お互いに不器用かつ赤坂の頑固な性格もあって理解し合うには至らなかった。
実は社会正義を標榜する熱血漢。丹波代議士の不正献金疑惑を独自に追っており、情報提供者・森山秀明への取材直前に森山の飛び降り自殺の現場に遭遇し、転落した森山に心臓マッサージをして助けようとするも助けられず、これを事件としてスクープ報道した。この時に強いストレスを味わったことと自らの姿勢が重なり、遺族に責められたこともあって、PTSDに陥る。初めは自分がPTSDだということを受け入れず、同僚たちに病を隠して仕事を続けていたが桃井に知られてしまい、後に遊軍メンバーや黒井の知るところとなった。「逃げることは負けること」という考えから、仕事を続けると決めるも蒼山の言葉から考えを改め、休養することを決め、実家で先行きの見えない不安な休養生活を送っていたが、森山が以前から赤坂の人柄を調べていたことを知り、その死の隠された真相に迫るべく復帰を果たす。
奥澤 緑（おくさわ みどり）〔25歳〕
演 - 相武紗季
キャピタルテレビジョンの人気女子アナウンサーで、「彼女にしたいアナウンサー」に毎年1位にランクインしていたが、現在は7位。蒼山からのアダ名は「愛想笑い」。報道には興味がなく、ただ自分の人気度のことしか興味がない。愛称は『オクミー』。バラエティ専門で、バラエティ気質が強い。報道の知識が無く、ある日の深夜、アナウンス部に彼女しかいなかったために読むことになった緊急ニュースで間違いを連発し、報道の勉強目的で3ヶ月の期限付きで遊軍取材班に飛ばされた。
局内で自分が過去の人となっていくのを肌で感じつつも、生来のプライドの高さからハイヒールを脱ぐことなく遊軍にも馴染まなかった。常に主観的感情によって取材対象者のことを考えず、自分の思ったままを言うところがあり、自分がこうと感じ、思ったことは曲げない一面もあって、蒼山から「頭が空っぽ」という意味から「風船」と呼ばれてしまう。一時は取材対象者の父親に局を訴えられそうになったのが原因で、赤坂から辞表を書くよう命じられるほど。蒼山にこき使われるのに不満を抱いていたが、現場での取材活動を通じて人々の考え方や事件の奥深さを知り成長をはじめる。
父の仕事の都合で何度も転校させられた過去を持ち、愛想笑いはそのときに身に付いてしまった悲しい性。紫村からは「オクミー」と呼ばれている。
桃井 祐（ももい ゆう）〔25歳〕
演 - 遠藤雄弥（D-BOYS）
アシスタントディレクター。典型的な草食系男子で意欲や積極性に欠け愚痴っぽい。蒼山からは「メガネ」と呼ばれている。初めは蒼山にこき使われるのに不満を抱くが、「虱潰し」の調査作業をしているうちに知りたいという意欲に目覚めていき、すっかり感化されてしまう。真っ先に蒼山を信頼するようになったせいで遊軍メンバーでは最も酷使させられている。雑用ばかり押しつけられ、連日徹夜続きなせいでストレスを貯め込んでおり、酒癖は異常に悪い。
行動は鈍くさく失敗も多いが、やると決めたことは徹底的にやり遂げる根気強い性格。また、直情的で曲がったことが許せない。赤坂の病気を偶然知ってしまい秘密にしていたが、他の遊軍メンバーが赤坂を中傷していると勘違いして暴露してしまうなど思いこみが激しい所も。奥澤を密かにライバル視しており、彼女の変化に気付いて焦りを感じるようになる。根は素直なので他のメンバーからは可愛がられている。
紫村 健（しむら けん）〔27歳〕
演 - 小柳友
カメラアシスタント。蒼山からは「女好き」と呼ばれている。黄田のカメラアシスタントとしてついたため、巻き添えで遊軍取材班に飛ばされる。初めは蒼山にこき使われるのに不満を抱くが、本人も取材の手伝いをする内に感化されていく。口調・態度が軽薄で明るく、遊軍のムードメーカー的存在。第5話では、初めてスクープ映像を撮るも黄田から「素人同然」と酷評され怒るが、最後には黄田の考えを汲み取りカメラマンとして一歩成長を遂げる。
わりと貧乏くじを引かされることが多いせいでドラマ本編とは無関係の仕事をしていたりする。奥澤に対して積極的にアプローチしているがまともに相手にされていない。
黄田 功（こうだ いさお）〔35歳〕
演 - 要潤
報道カメラマン。しかし本来は映画カメラマン志望であり、現場ではゆったりとした画ばかりを撮影し、ニュースでは使い物にならなかった。映画監督気取りで、偏屈な性格が災いして、遊軍取材班に飛ばされるが、実は紫村曰く「休日返上するバリバリの報道カメラマン」だったらしい。妻に逃げられたショックから、自ら遊軍の異動を望んだことになっている。「5時まで男」を自負しており、定時になると愛娘・楓の育児を理由に帰宅してしまい休日出勤も拒否する。蒼山からは「子持ち」と呼ばれている。
初めは蒼山に対して関わりを持ちたがらなかったが、本来の性格や能力は一線級の報道マンであり、カメラマンでありながら取材能力も高く問題意識も強い。娘のために家庭を犠牲にするような働き方を改めた経緯を徐々に明らかにすることで、生活を守りつつも可能な限り能力を発揮できるようにという蒼山の配慮もあって活躍を見せるようになる。常識的で冷静な思考を持ち、面倒見も良い上に、紫村の撮ったスクープ映像を酷評し、紫村をカメラマンとして一歩成長させるなど、後輩思いの一面を見せた。白石と共に、密かに蒼山、赤坂を支えている。
仕事人間故に妻が育児ノイローゼに陥っていることに気付くことが出来ず、気付いたときには手遅れだった。愛するあまりに妻と別れ、楓を引き取ることを決意してからは子煩悩な良き父親として愛情を注いでいる。
白石 弘（しらいし ひろし）〔49歳〕
演 - 小日向文世
記者。社会部で長年活躍していたベテランで、遊軍取材班の中では最も古株の記者でメンバー最年長。蒼山からは「中年反抗期」と呼ばれている。一見人が良さそうであるが、情報を得るために、その人の良さそうなことを利用して取材対象者を騙すため、取材先からのクレームが絶えないことから、遊軍取材班に飛ばされた。今まで寄せられたクレーム数は73件もある。「常に全力で行うよりも、時に全力で行うほうがいい」という考え方の持ち主で、常に事件や取材に対して興味がなく、やる気を見せない。しかし、異常なほど勘が鋭かったり、事件の要点をキッチリ把握していたりなど一筋縄ではいかない複雑な人物。取材対象者に対し、不躾けな質問を問うて謹慎になることもあるが、謹慎中はジクソーパズルをして過ごすなど、反省の色は見せない。
蒼山に対しては無関心を装っていたものの、実はかねてより興味を抱いており、その手並みを見て、こっそり11年前の事件を調べた。愛犬・ポン太を溺愛しており、休日出勤を断る口実にも使っている。半熟卵が大好物で強いこだわりを持つ。
物語が中盤を過ぎても自らの過去を明らかにせず昼行灯を装っているが、遊軍メンバーにも嘘をついて独自の取材活動を行ったり、仲間のために密かに情報集めをしているなど食えない面がある。蒼山と同様に過去の事件がきっかけで問題児になった。愛犬は亡くなった同僚の形見。

### CTN報道局
エリート意識が強く、黒井を除くほぼ全員に遊軍取材班に対する差別意識があり、仲間意識はない。なにかというと難癖をつけたり出し抜こうとし、遊軍がスクープをものにする度に苛立ちを隠さない。
黒井 彰（くろい あきら）〔38歳〕
演 - 平山浩行
ニュース編集部デスク。蒼山とは同期で、赤坂の上司。敏腕な野心家。ニュースのラインナップを決める権限を持ち、常に視聴率を気にしている。上司にうまく取り入って現在の地位を得たが、地位に見合う能力は持ち合わせている。自らの利益のためになら、平気で他人を利用する腹黒さも持つ油断ならない男ではあるが、報道マンとしてのポリシーも持っており、遊軍の掴んだスクープの差し替えに応じるなど潔い一面もある。蒼山の11年前の事件を知っており、当時はディレクターの考えが正しいと思っている。
蒼山に対しては能力は高く買うものの、報道への姿勢に関しては真っ向から対立する。表面的には利用するだけ利用して局から追い出そうとしているようだが、実は彼女に自由な活躍の場を与えるなど便宜を図っている節がある。追い出したいという本音もそう単純なものではない。また、赤坂を騙して遊軍に左遷したことになっているものの、記者としての能力を高く評価し更なる成長を促すためでもあった。病気が発覚した際には将来を考えて、即座に休養をとるように命じた。
梅野 知弘
演 - 森本亮治
ディレクターで黒井の腹心。片腕として黒井をサポートしているものの、自分も利用されているだけなのではという不安も隠し持つ。実はコンプレックスが強く、それが時として遊軍への差別意識に繋がったりもしているが、実力を認める素直な部分もある。赤坂を密かにライバル視しており、偶然その病を知ったときは即座に黒井に注進した。
- 鴨井 昌夫 - 湯沢勉
- 吉崎 淳一 - 若杉宏二
- 近藤 誠二 - 隈部洋平
- 社会部デスク - 佐伯新
- 経済部デスク - 山上賢治
- 政治部デスク - 西沢仁太

### その他
複数話に登場する重要人物
蒼山 義男
演 - 中原丈雄〔第1話,2話（声のみ）〕
叶の父親。職業はタクシードライバー。9話で検査入院している。
黄田 楓
演 - 小西舞優
功の愛娘で保育園児。素直で明るく躾が行き届いていて礼儀正しい。インフルエンザで保育園が閉鎖されたことにより、一時的に遊軍取材班に預けられ、白石が相手をした。娘に流れ星を見せたいという功の願いで、赤坂の実家にも同行している。
笠原 秀則
演 - 大槻博之
cafe Maverickのマスター。
澤村 武
演 - 矢柴俊博
蒼山のトラウマの原因。11年前に妻･成美が殺害された事件で重要参考人として警察から疑われたのを苦にして、誤解を解くために蒼山の単独取材を受けたものの、インタビューテープの意図的な編集による印象操作で、疑わしいかのように報道されたことを裏切りだと感じて、蒼山に電話した後に投身自殺した。
澤村 光輝〔23〕
演 - 木村了（12歳：渡部駿太）
蒼山が追っている11年前の事件における生き残りの少年。母の殺害事件で父親が自殺したことで一人残されてしまう。服役後、最近になって出所した。蒼山の前に突如現れて二度と現れるなと警告を発する。その後、殺人事件の容疑者となる。
森山 秀明
演 - 佐藤滋
情報提供者。丹波議員の不正献金疑惑の証拠を握っていると赤坂にタレコミの電話を掛けた。赤坂の強引さに押し切られて渋々面会を承諾するが、待ち合わせ場所に現れず、近くのマンションの屋上から転落して死亡する。転落に巻き込まれた怪我人が出たため事件として赤坂が報道することに。葬儀の際に名前が明らかとなり、衆議院議員・丹波代議士の秘書と判明する。彼の死が赤坂のトラウマとなってしまう。
後に接触前に赤坂のことを念入りに調べていたことが判明し、自殺ではない可能性が浮上する。付き人から秘書になった苦労人。

### ゲスト

#### 第1話
宮島 清一郎
演 - 石橋凌
内閣総理大臣。
滝田 俊之
演 - 中丸新将
首相補佐官。
宮根誠司
演 - 本人役
バラエティー番組「知ったかコロシアム」のMC。
早川 大樹
演 - 深水元基
15年前、総理のSPを務めていた。

#### 第2話
向田 凛子〈45〉
演 - 目黒真希
㈱プライスレスの代表取締役。
新庄
演 - 中野剛
警視庁刑事部捜査第一課の刑事。
砂山
演 - 渡辺憲吉

川上 峰子
演 - 山本道子

三田 里沙
演 - 斉藤リナ
両親を交通事故で亡くした女子高生。
三田 幸生
演 - 金井勇太
両親を交通事故で亡くす。傷害事件を起こす。

#### 第3話
松田 浩二
演 - 岡田義徳
強盗事件現場からバイクで逃げ事故で亡くなった俳優志望の青年。
吉川 理恵子
演 - 吉田羊
松田と交際していた女性。
吉川 まき
演 - 畠山紬
松田と吉川の娘。小学一年生3組。
藤光 香奈子
演 - 渋谷亜希
国際派女優。
野島 勝
演 - 窪寺昭
香奈子の恋人であるメジャーリーガー。
小林 正行
演 - 屋根真樹
強盗事件で亡くなった警備員の息子。
鮎川 玲子
演 - 出口結美子
松田と同じ劇団の女性。
今野 真一
演 - 木村栄
松田が借りていたスタジオの管理人。亡くなった松田を悼む。
藤堂
演 - 小林高鹿( - 第5話、8話 - 最終話)
検察官。
松田 公子
演 - 佐藤直子
松田の母。

#### 第4話
時田 弘美／新山明日香
演 - 岩田さゆり（回想・遠藤由実）

宇野 多恵
演 - 田島令子

相良 俊也
演 - 佐藤貢三
詐欺で捕まり刑期を終えたあとはりんご農園で働いている。
相良 佳子
演 - 今泉あまね
俊也の妻。
西本 健一
演 - 島津健太郎

小関綾香
演 - 川村りか

長沼 一枝
演 - 山野海
CTNの総務課。

#### 第5話
佐伯 優〈10〉
演 - 菊池和澄

佐伯 良二
演 - 中根徹
優の父親。
佐伯 妙子
演 - 伊藤留奈
優の母親。
森山 美代子
演 - 霧島れいか( - 第7話、9話)
秀明の妻。
鈴木 レナ
演 - 吉田里琴

鈴木 恵
演 - 笠菜月
優に手紙を書いた相手。
澤村 成美
演 - 中村真知子( - 第8話、最終話)
11年前に殺害された武の妻で光輝の母。

#### 第6話
水谷 守
演 - 佐渡稔
由香里の父。娘の訴えを信じている。
永田 紫乃
演 - 阿南敦子

中川 優子
演 - 建みさと

関 正純
演 - 徳秀樹

水谷 由香里
演 - 大村彩子
定期検診を受けていなかった元妊婦。医療過誤で産院を訴える。

#### 第7話
波多野 恵子
演 - 陽月華
元マラソン選手。実は政治家の隠し子ではないかという疑惑が浮上する。
赤坂 正俊
演 - 北見敏之
衆の父親。地方紙「城陽新聞」の記者。うだつが上がらないせいで、息子の衆からは呆れられている。父への反発から衆はキー局のテレビ記者になった。
赤坂 良子
演 - 平淑恵
衆の母親。息子と父親の確執をハラハラしながら見守る。

#### 第8話
橋口 孝介
演 - 加藤慶祐

山上
演 - 小林博
検察官。
麻生 瑞貴
演 - 山谷花純(9話)

橘 弘志
演 - 北代高士
橋口の先輩。3年前に澤村光輝に殴られ、倒れた際打ち所が悪く死亡。
藤原 哲司〈35〉
演 - 中村靖日(9話、最終話)

#### 第9話
伊崎 素子
演 - 村川絵梨(最終話)

伊崎 早苗
演 - 小林涼子(最終話)

## スタッフ
- 脚本 - 酒井雅秋、浜田秀哉、小川智子、阿相クミコ、山浦雅大
- 音楽 - 林ゆうき
- オープニングテーマ - VERBAL「Fall Out feat. SHUNYA」（rhythm zone）
- 主題歌 - YUI「Rain」[4]（gr8!records）
- 編成企画 - 太田大（フジテレビ）
- 企画統括 - 瀧山麻土香（フジテレビ）
- プロデュース - 森安彩、江森浩子（共同テレビ）
- 演出 - 石川淳一、岩田和行、村谷嘉則
- 技術プロデューサー - 友部節子
- 撮影 - 増井初明
- 照明 - 金子拓矢
- 映像 - 服部正邦
- 音声 - 神波哲史
- 選曲 - 藤村義孝
- MA - 蜂谷博
- 音響効果 - 上田真理香
- 編集 - 平川正治
- ライン編集 - 杉山英希
- 美術プロデューサー - 杉川廣明
- 美術進行 - 中本孝史
- 背景 - 藤田索深
- デザイン - きくちまさと
- 大道具製作 - 平井治郎、谷藤洋一郎
- 大道具操作 - 伊藤俊輔
- 装飾 - 高橋寛
- 持道具 - 薩田有紀子
- 衣裳 - 岡島千景
- ヘアメイク - 熊谷波江、宮本奈々
- スタイリスト - 野村めぐみ、小松沙和
- アクリル装飾 - 中村哲史
- 建具 - 山口正樹
- 電飾 - 森智
- 視覚効果 - 浅田雅美
- 植木装飾 - 後藤健
- 生花装飾 - 藤原佐知子
- 広報 - 瀬田裕幸
- 広告宣伝 - 吉田和江
- ホームページ - 丸谷利一
- スチール - 藤村陽子
- タイトルバック - 高岡直樹
- 車両 - ファン
- ボウリング指導 - 杉本勝子
- タイトルバック協力 - 坪ノ内晃、千葉孝、FILM LLP、高尾裕司
- スケジュール - 湯浅真
- 助監督 - 菊川誠
- 制作担当 - 山田大作、高橋輝光
- 制作主任 - 菅原惣子、白井麻理
- 記録 - 稲田麻由子、井坂尚子
- プロデュース補 - 小林宙
- 制作協力 - ベイシス、バスク、フジアール
- 映像提供 - NHK、さくらんぼテレビジョン、日本工学院クリエーターズカレッジ
- 音楽協力 - フジパシフィック音楽出版
- 制作 - フジテレビ
- 制作著作 - 共同テレビ

## 音楽
『「PERFECT REPORT オリジナル・サウンドトラック』は、2010年12月8日に発売されている。
収録曲
作曲：林ゆうき／曲名には色の名称が入っている
1. Blue Brave
2. Orange Orbit
3. Black Backbone
4. Scarlet Searchlight
5. Ivory Idealist
6. White Wanderer
7. Yellow Yell
8. Fuchsia Fiddle
9. Blue Brave<StrVer>
10. Apricot Adventure
11. Resonance of Red
12. Broadcaster=BLUE
13. Violet Venom
14. Blond Breeze
15. Mauve Mirage
16. Parasite Purple
17. Sepia Skyline
18. Pink Paradox
19. Grey Gloom
20. Greedy Green
21. Casually Cyan
22. Silver Salvation
23. Blue Brave<PfVer>

## 放送日程
| 各話                                                          | 放送日         | サブタイトル                      | 脚本                | 演出     | 視聴率 |
| ------------------------------------------------------------- | -------------- | --------------------------------- | ------------------- | -------- | ------ |
| 第1話                                                         | 2010年10月17日 | 最低女上司と初めてのスクープ      | 浜田秀哉            | 石川淳一 | 7.7%   |
| 第2話                                                         | 2010年10月24日 | 哀しき誘拐犯! ダメ記者チーム始動  | 酒井雅秋            | 石川淳一 | 7.9%   |
| 第3話                                                         | 2010年10月31日 | 訴えられた死人 8年の時が動き出す  | 浜田秀哉 小川智子   | 岩田和行 | 7.6%   |
| 第4話                                                         | 2010年11月7日  | ホーム転落事故 奇跡の救出劇の裏に | 浜田秀哉            | 石川淳一 | 9.7%   |
| 第5話                                                         | 2010年11月14日 | 衝撃! 告発直前 目前で死んだ証言者 | 酒井雅秋            | 岩田和行 | 6.0%   |
| 第6話                                                         | 2010年11月21日 | 母親達が危ない産科医療ミス疑惑!   | 阿相クミコ 酒井雅秋 | 石川淳一 | 5.6%   |
| 第7話                                                         | 2010年11月28日 | 父がくれた勇気 報道を信じる心     | 酒井雅秋 山浦雅大   | 岩田和行 | 5.6%   |
| 第8話                                                         | 2010年12月5日  | 仕組まれた罠…遊軍決死の逆転劇!    | 浜田秀哉            | 石川淳一 | 6.1%   |
| 第9話                                                         | 2010年12月12日 | 絡む二つの事件 太陽に隠された真実 | 酒井雅秋            | 村谷嘉則 | 5.4%   |
| 最終話                                                        | 2010年12月19日 | 報道のその先へチームで掴んだ答え  | 浜田秀哉            | 石川淳一 | 4.7%   |
| 平均視聴率 6.6%（視聴率はビデオリサーチ調べ、関東地区・世帯） |                |                                   |                     |          |        |

- 第4話は『プロ野球日本シリーズ第7戦「中日×千葉ロッテ」』延長のため23:20 - 24:14に放送。
  - なお、東海テレビでは、2010年11月11日（木）16:30 - 17:30に「ヤングドラマセレクション」枠で再放送した。
- 第1話の再放送と第2話のダイジェストが10月31日16:00 - 17:25（第3話放映当日の直前）に一部地域で放送された。